# 미나미신조역
미나미신조역(일본어: 南新庄駅)은 일본 야마가타현 신조시에 위치한 동일본 여객철도 리쿠우토 선의 철도역이다. 단선 승강장 1면 1선의 구조를 갖춘 지상역이다.

## 이용 현황
| 승차 인원 추이 | 승차 인원 추이 |
| 연도           | 1일 평균       |
| -------------- | -------------- |
| 2000           | 3              |
| 2001           | 2              |
| 2002           | 3              |
| 2003           | 2              |
| 2004           | 2              |

## 역 주변
- 국도 제13호선

## 역사
- 1960년 12월 20일 : 도리코에 신호장에서 신조 역까지 증선, 오우 본선과 리쿠우토 선을 분기해서 개업. 더욱이, 증선 예정 당초는, 증선 1개분이 리쿠우토 선 전용으로 결정되었기 때문.
- 1987년 4월 1일 : 일본국유철도 분할 민영화에 의해, 동일본 여객철도가 승계.

## 인접 역
| ■ 리쿠우토 선        | ■ 리쿠우토 선 | ■ 리쿠우토 선  |
| -------------------- | ------------- | -------------- |
| 나가사와 고고타 방면 | ■ 리쿠우토 선 | 신조 신조 방면 |